# Buenaventura Ferrando Castells
Buenaventura Ferrando Castells (Sueca, 1881 - Albacete, 26 de noviembre de 1951) fue un arquitecto y matemático español, presidente del Colegio de Arquitectos de Albacete y licenciado en Ciencias Exactas.

## Formación
Nacido en Sueca, tras acabar sus primeros estudios se trasladó a Madrid para matricularse en la Escuela Superior de Arquitectura, donde se tituló como arquitecto en 1908. En aquella época sólo había dos centros que impartiesen dicha disciplina en España, el de Madrid y el de Barcelona, que compartían los mismos planes de formación y adscripción al modernismo, si bien bajo la influencia de diferentes corrientes de este movimiento, como el modernismo valenciano. Así Ferrando Castells recibió una orientación más conservadora en la que la incorporación de elementos heterogéneos, procedentes tanto de novedades en las formas compositivas, como de las tradiciones regionales, se realiza de una forma más controlada.
Para su titulación presentó de pabellón para baños militares, donde se aprecian trazas de la influencia secesionista enmarcada en una composición ecléctica.

## Primeros años

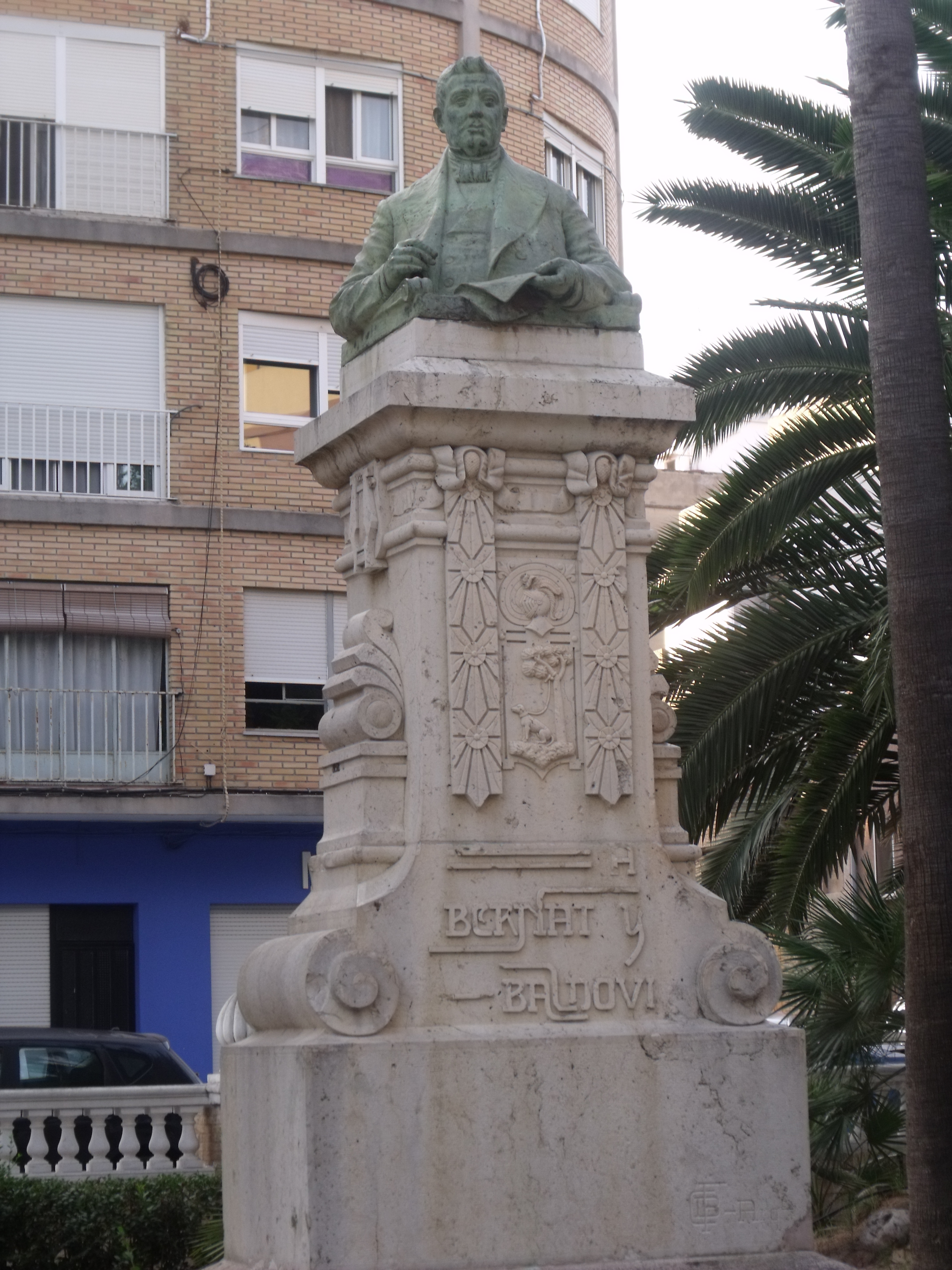
Busto de Bernat i Baldoví en Sueca. En la base, a la derecha, están las iniciales BFC, del autor.

Una de las primeras obras de Ferrando Castells fue la plaza de toros de San Clemente, edificada en 1908. Es su primer edificio de gran tamaño y en él se manifiestán ya los recursos fundamentales de su arquitectura: zócalos de mampostería encintados en fábrica de ladrillo, visibilidad de las escaleras en los alzados y decoraciones de estilo secesionista. Estos elementos se adaptan a las técnicas locales, como por ejemplo sustituyendo los entrepaños de mampostería por tapia.
El nueve de marzo de 1908 firma el proyecto de la casa de Luis Monzón en El Perelló. Se trata de una pequeña casa de campo en la que incluye algunos elementos novedosos sobre la arquitectura local, como situar el comedor en el centro del edificio, creando una franja central de servicio; o el uso de elementos decorativos como el zócalo de mampostería poligonal.
En 1909 fue nombrado inspector facultativo de policía urbana de Sueca, con lo que quedaba al cargo del urbanismo y arquitectura locales.
Entre sus obras en Sueca en estos años se encuentras las casas de Messeguer (1909) y de Vicent Fos (1909). Para Ignàcia Cardona construyó un grupo de viviendas para alquiler (1913) y la propia vivienda de la propietaria en la calle Sant Josep (1914). En la misma calle, construyó en 1917 la casa de Joan Fuster.

## Arquitectura funeraria y proyectos mayores
En la obra de Ferrando Castells se encuentran también pequeños monumentos, como el pedestal del busto de Josep Bernat i Baldoví en el Paseo de la Estación de Sueca. Muchos de ellos son de tipo funerario, como el sepulcro de José Lluna o el panteón de la familia Lliberós. Dentro de esta actividad emprendió el mausoleo de la familia Baldoví-Cardona. Edificado como panteón-asilo, se trata de una auténtica residencia de ancianos de tamaño considerable, distribuido en varias secciones, dentro de la cual se incluye una iglesia que albergaba inicialmente el monumento propiamente funerario. Este se ha trasladado a uno de los patios exteriores del conjunto.
El Panteón-Asilo es una muestra de arquitectura ecléctica. En él se mezclan elementos del neogótico, del neomudéjar, del regionalismo e incluso de la Secession Vienesa. Está ejecutado en ladrillo y su construcción se prolongó de 1911 a 1919.

## Edificaciones en Albacete
La vinculación con Albacete se inició en 1912 con un edificio en la esquina de las calles Ancha y Dionisio Guardiola. Ferrando Castells fue arquitecto de Hacienda en la provincia, ejerciendo además su profesión de forma liberal. Su esposa, Margarita Gómez, era de Albacete y para ella edificó en 1916 una casa en la calle Zapateros 10.
Desde este momento, la actividad de Ferrando Castells se desarrolla en Albacete o desde allí; el panteón Lliberós se diseñará «para Sueca desde Albacete»: en 1925, será el último proyecto suecano.
En 1925 construyó en Albacete y por encargo de Gabriel Lodares una galería comercial -el Pasaje de Lodares- al estilo de las que habían aparecido en el siglo XIX en Italia. Se trata de un edificio de tres plantas que une la calle del Tinte con la calle Mayor. Se trata de un espacio privado pero abierto al público para que éste pueda acceder a los comercios que alberga. Además incluye viviendas para personas de alto poder adquisitivo.
Entre 1927 y 1930 se desarrolló la edificación del edificio de las Escuelas Pías. Se componía inicialmente de una fachada y un patio interior descubierto de tipo clásica, aunque posteriormente se añadieron otras instalaciones en los años cuarenta y sesenta. Los edificios originales son de tres plantas y están dotados de amplios pasillos y de buena altura.
En 1943 edificó el grupo escolar Cristóbal Valera, que como las Escuelas Pías presenta un corte clásico y una composición sencilla.

## Obras
Sueca (Valencia):
- Casa de Pascual Fos, Sueca (1909).
- Casas de Ignacia Cardona, Sueca (1913).
- Escuelas Jardín, Sueca (1914)
- Asilo de los Ancianos Desamparados, Sueca (1919)
- Matadero de Sueca (1921)

Albacete:
- Antigua estación de ferrocarril de Albacete (1925)
- Pasaje Lodares, Albacete (1925)
- Casa de Archillas, Albacete (1926)
- Escuelas Pías de Albacete (1930)
- Grupo escolar Cristóbal Valera, Albacete (1943)

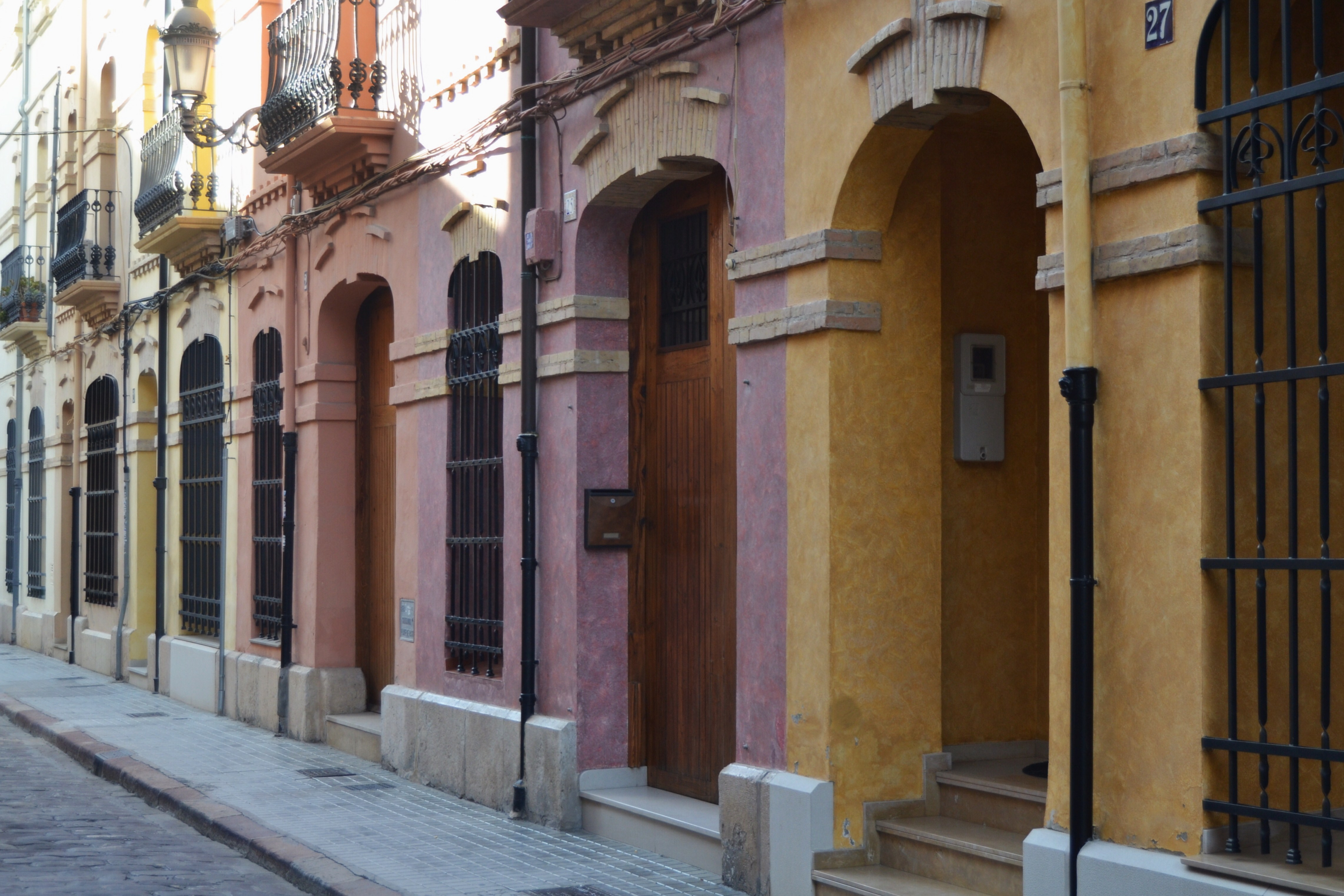
Casas de Ignacia Cardona (1913), Sueca.
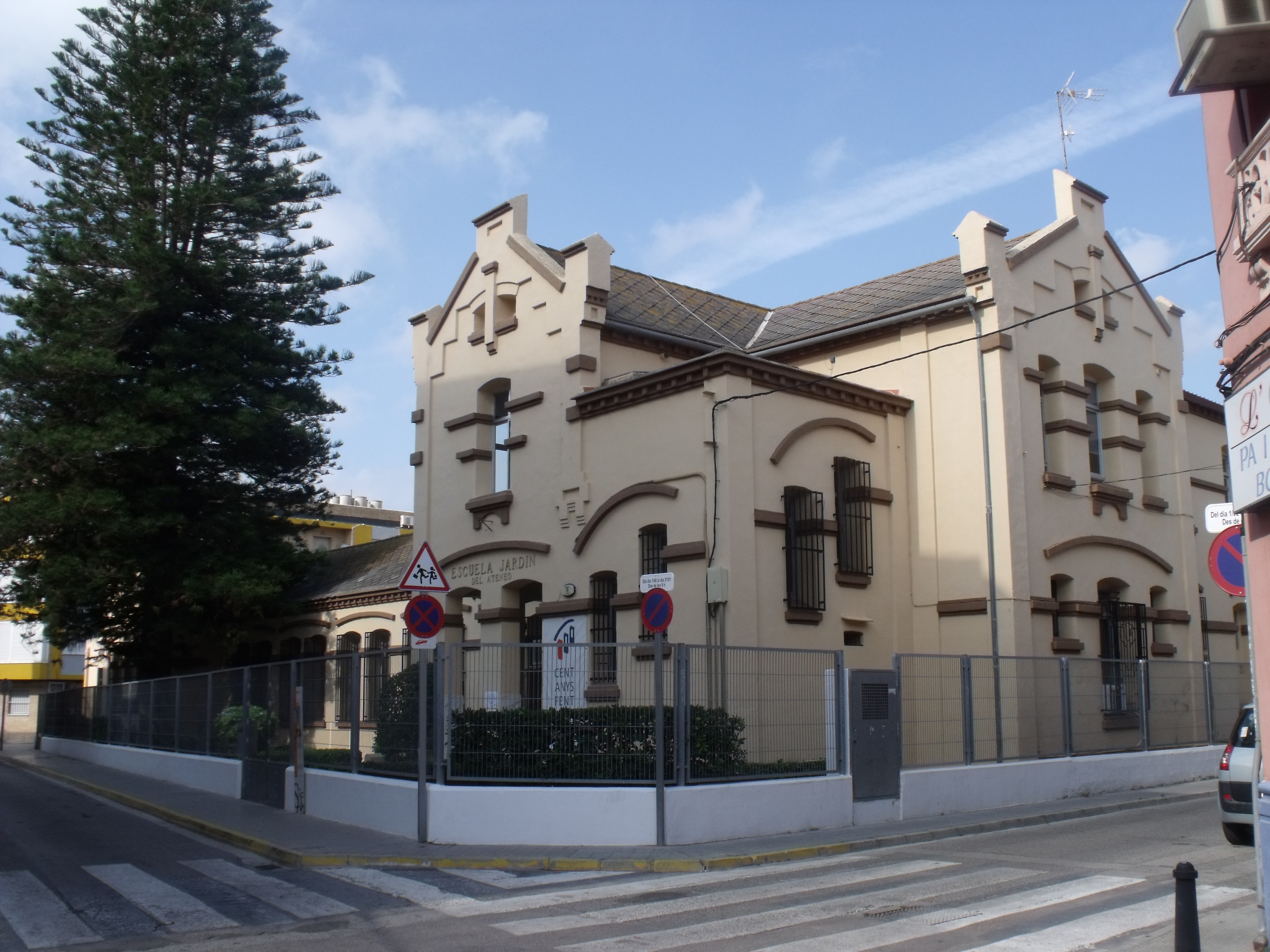
Escuelas Jardín del Ateneo (1914), Sueca.
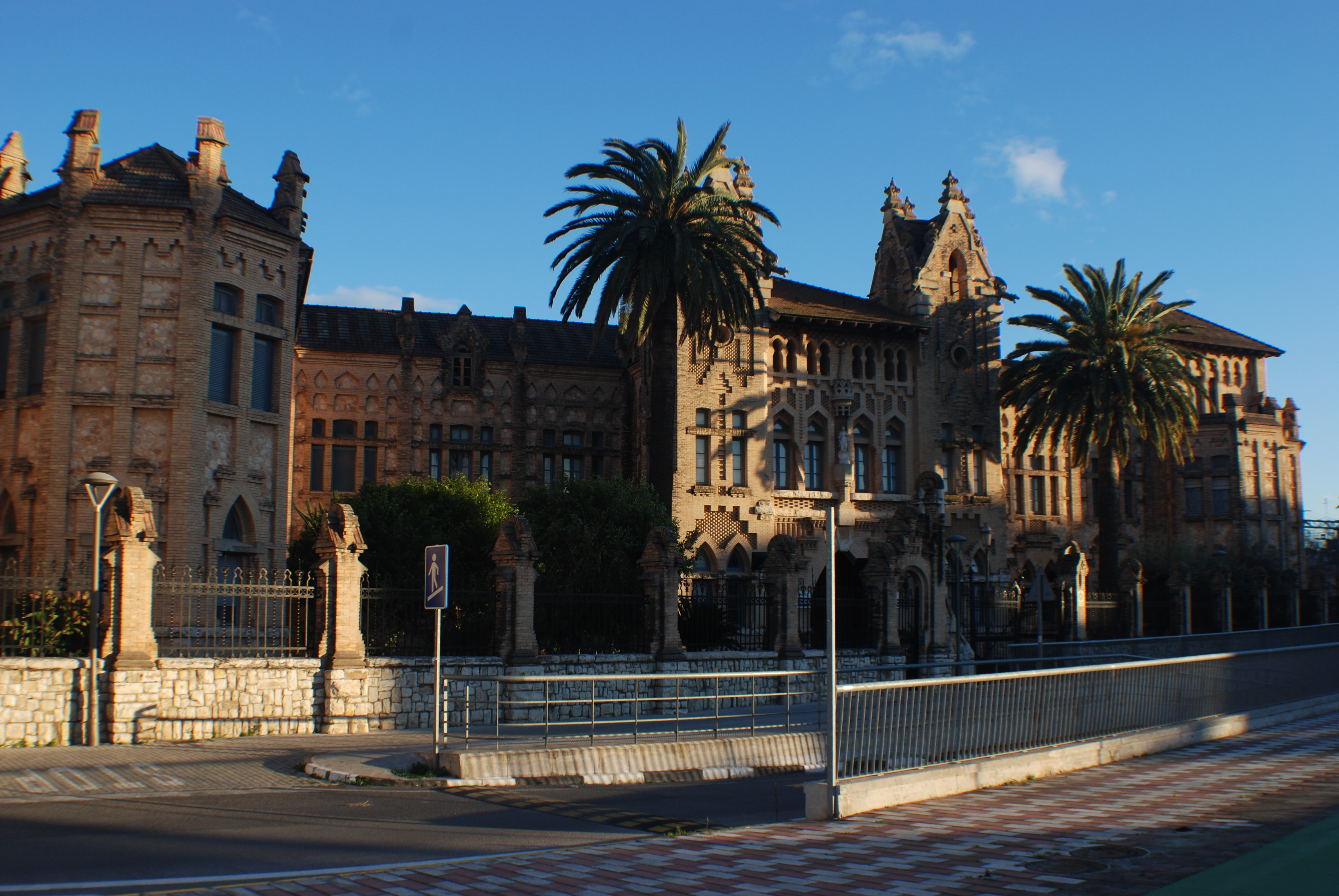
Asilo de los Ancianos Desamparados (1919), Sueca.
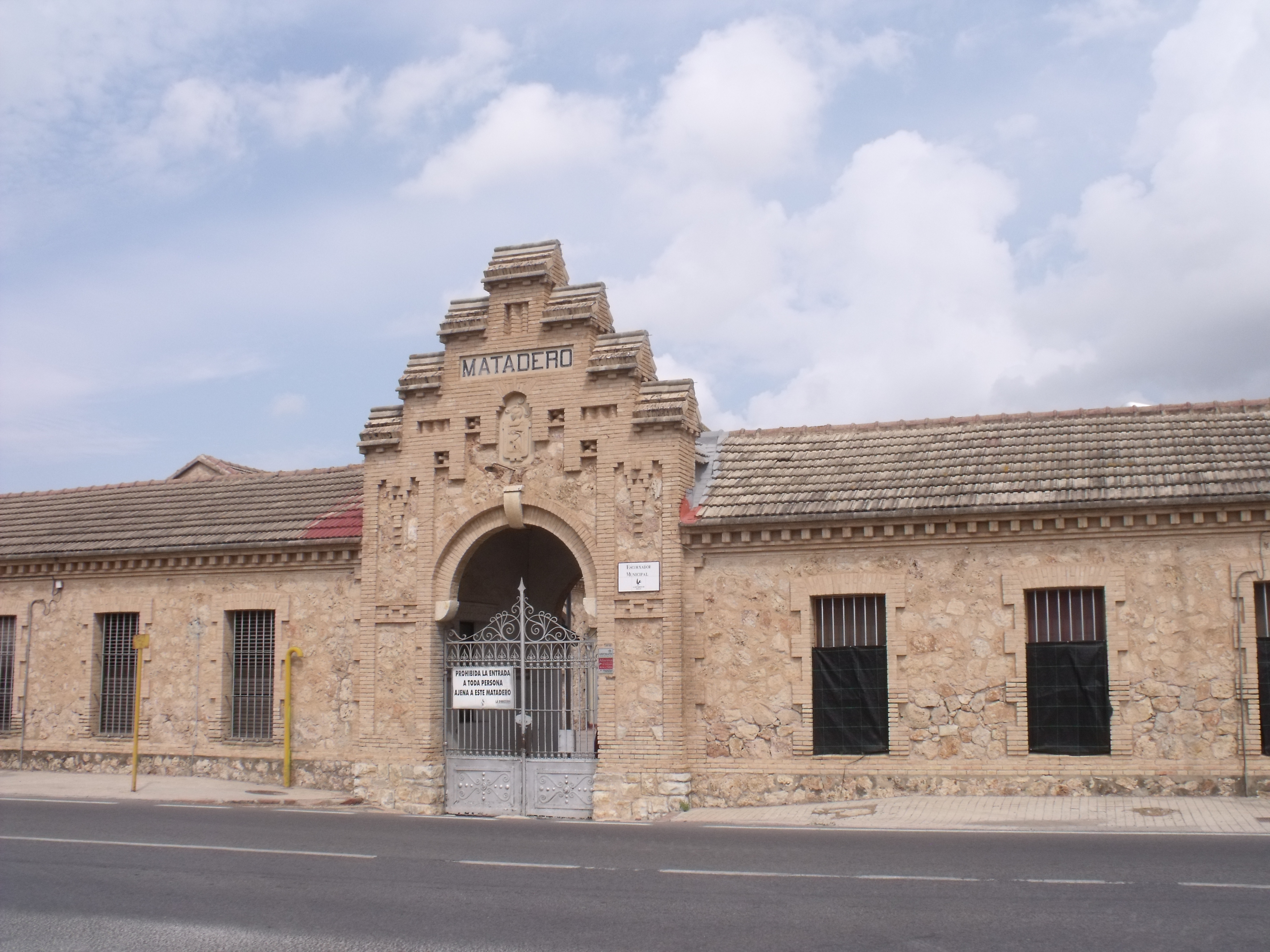
Matadero de Sueca (1921), Sueca.
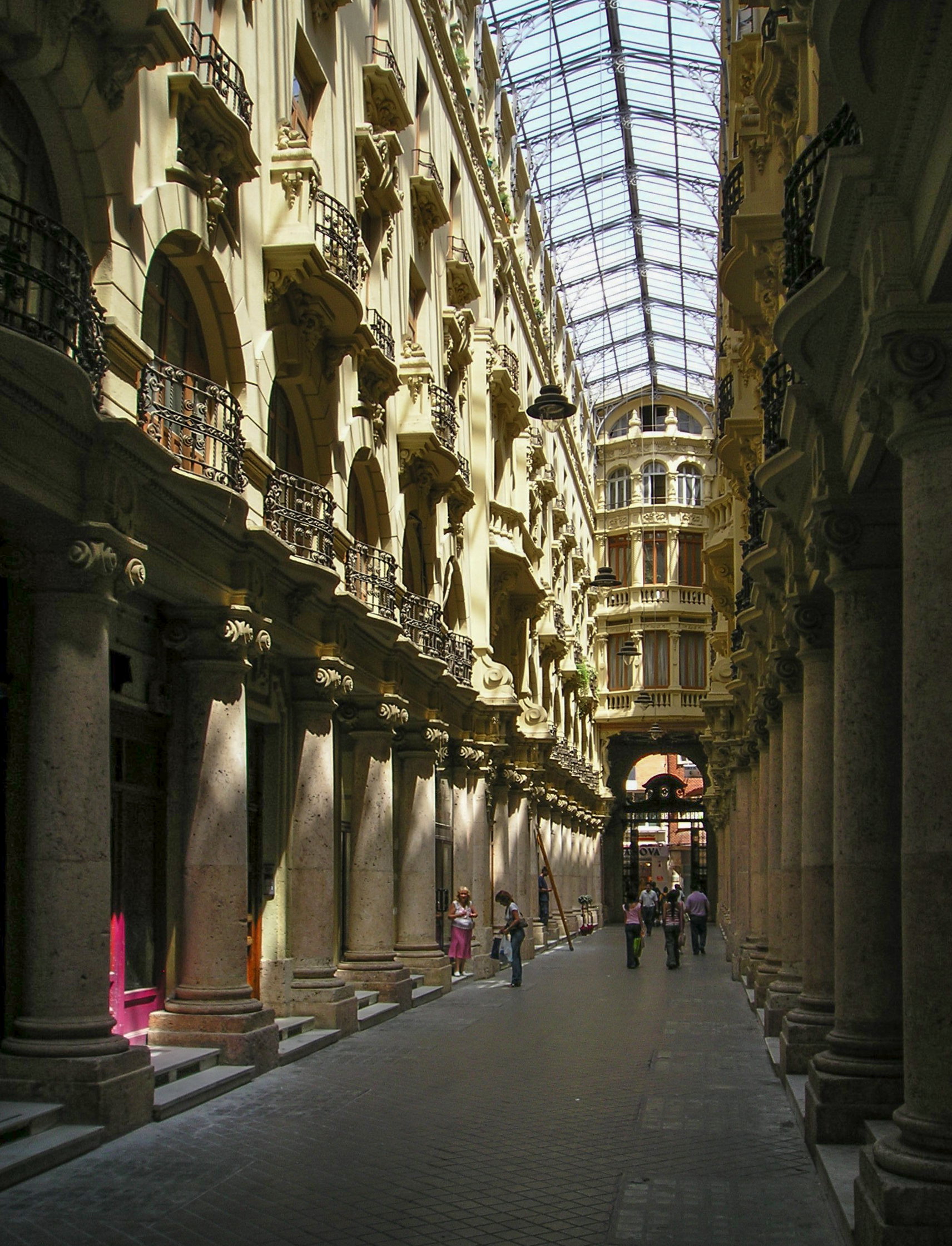
Pasaje Lodares (1925), Albacete.
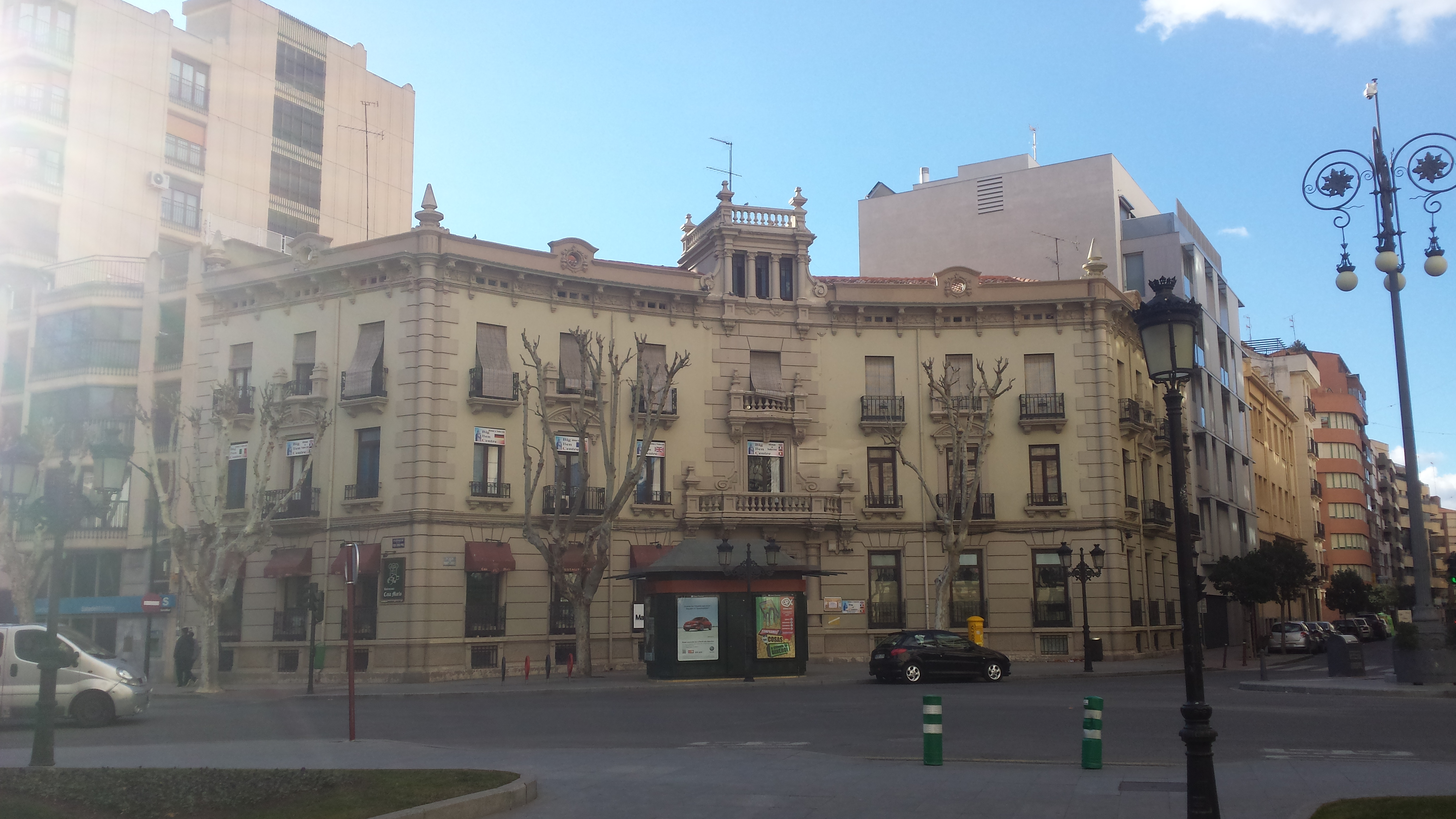
Casa de Archillas (1926), Albacete.
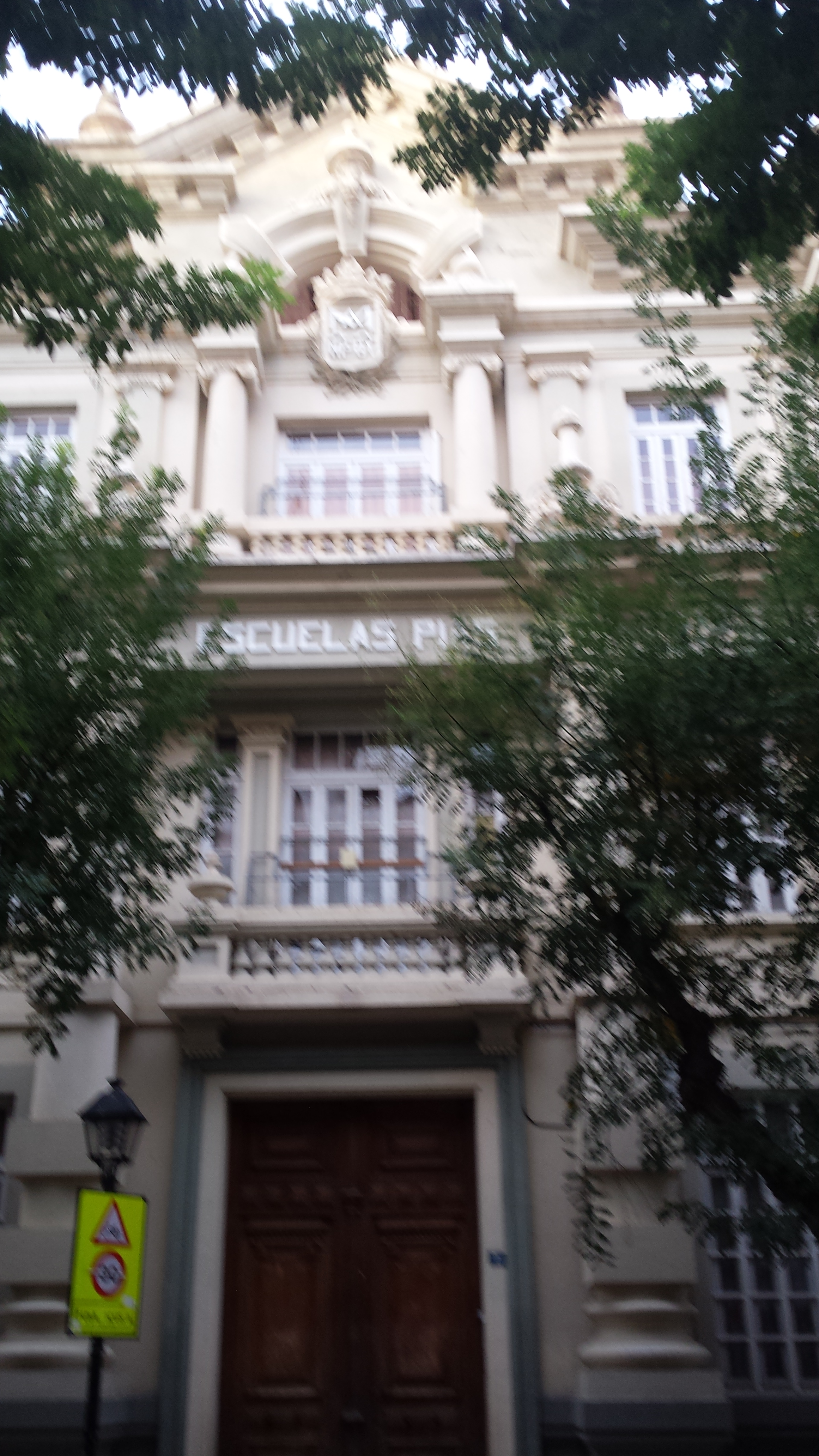
Escuelas Pías (1930), Albacete.
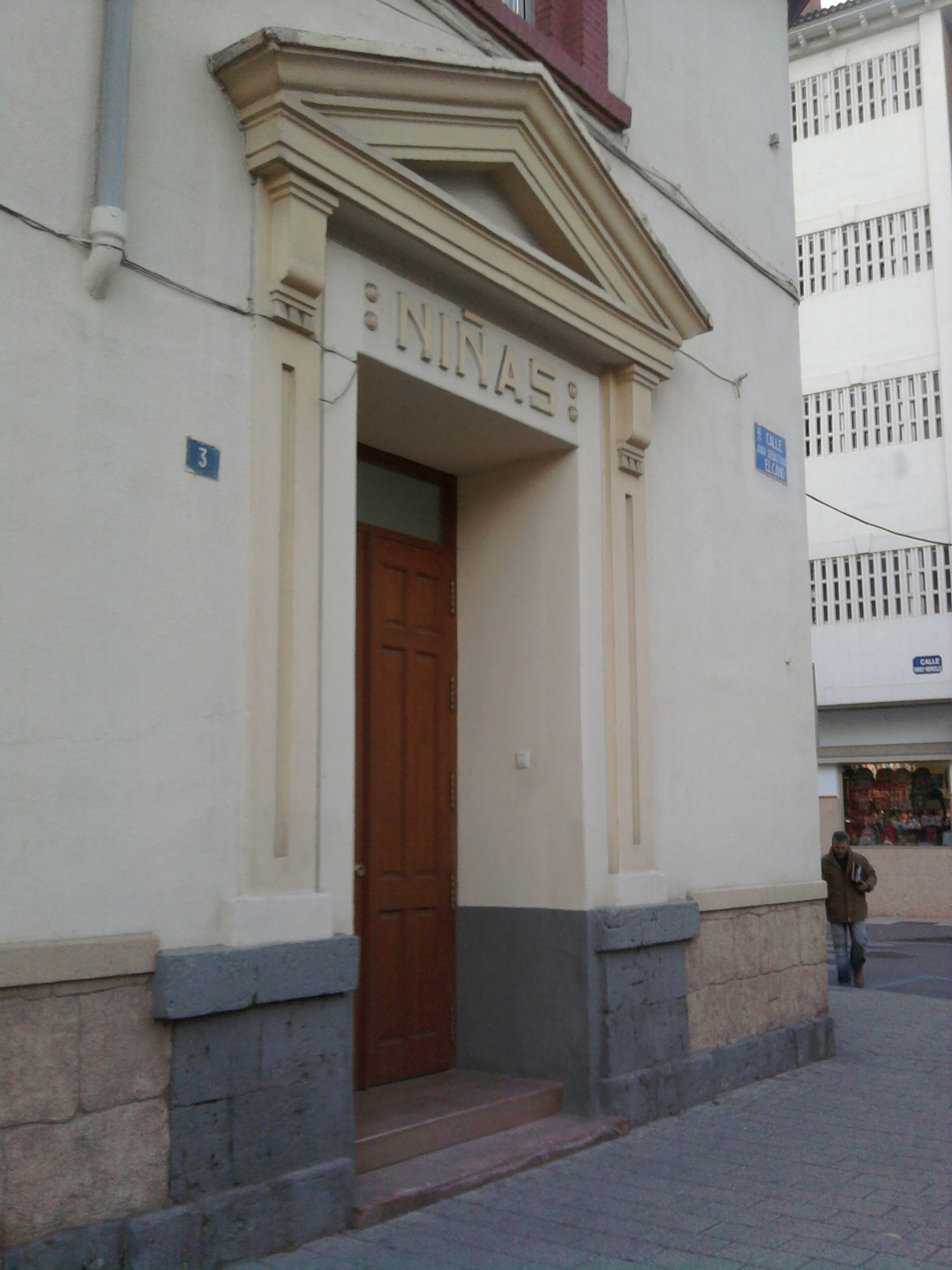
Grupo escolar Cristóbal Valera (1943), Albacete.